# 2015 TJ367
2015 TJ367 est un objet transneptunien d'environ 160 km, qui pourrait être considéré comme détaché. Il est encore mal connu avec un arc d'observation d'un an. 